# Lo Cruzat (métro de Santiago)
Lo Cruzat est une station de métro à Quilicura, dans la province de Santiago, au Chili. Située sur la ligne 3 du métro de Santiago entre Plaza Quilicura et Ferrocarril, elle a ouvert le 25 septembre 2023.